# Peuples finno-ougriens
Les peuples finno-ougriens sont un groupe de peuples d'Europe qui parlent des langues finno-ougriennes, tels les peuples finniques (Finnois, Estoniens, Samis, etc.) et ougriens (Hongrois...). Les langues finno-ougriennes ne sont pas apparentées aux langues indo-européennes telles que, notamment, les langues germaniques parlées par les populations germaniques, les langues slaves parlées par les Slaves et les langues romanes par les peuples romans.

## Localisation

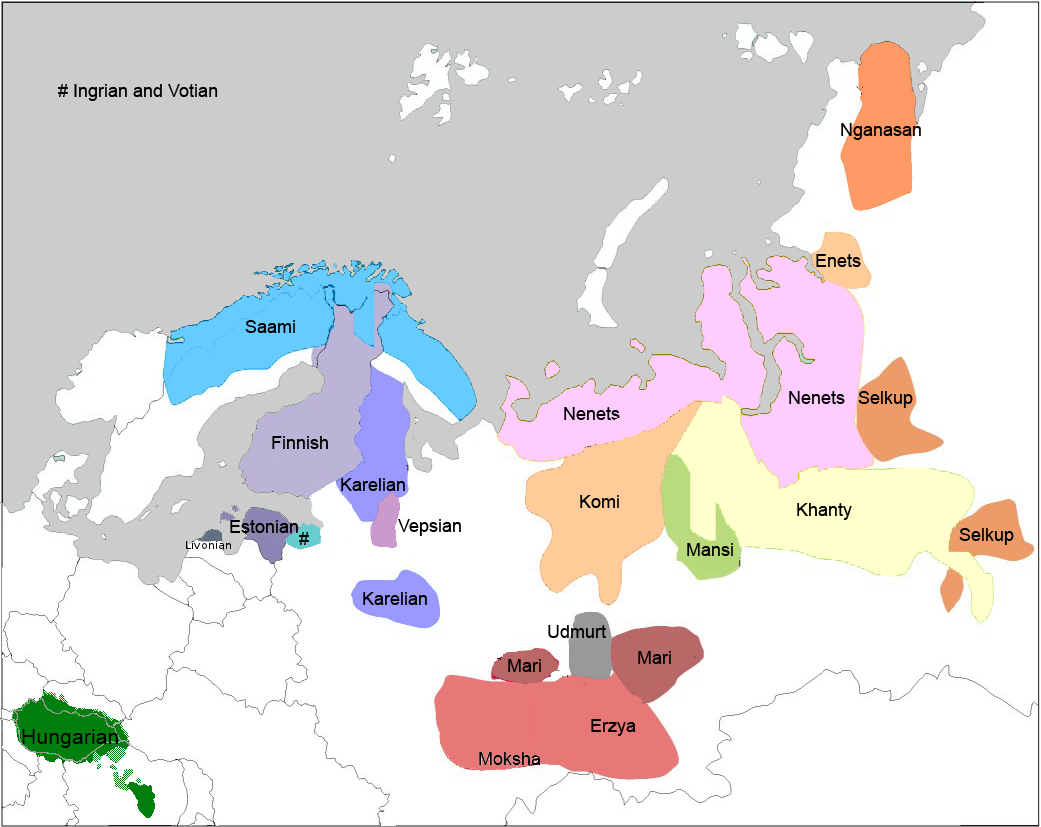
Les peuples ouraliens.

Les quatre plus grands peuples finno-ougriens sont les Hongrois (14 800 000), les Finnois (6 000 000–7 000 000), les Mordves (850 000) et les Estoniens (1 100 000). Trois d'entre eux (les Hongrois, les Finnois, et les Estoniens) ont leur propre État indépendant (la Hongrie, la Finlande et l'Estonie). L'aire traditionnelle des Sámis indigènes (appelée Sápmi) est la Fenno-Scandinavie du nord et la péninsule de Kola au nord-ouest de la Russie.
Quelques autres peuples finno-ougriens ont des républiques autonomes en Russie : les Caréliens (république de Carélie), les Komis (république des Komis), les Oudmourtes (République oudmourte), les Maris (république des Maris) et les Mordves (Mokchanes (en) et Erzianes ; république de Mordovie). Les Khantys et les Mansis vivent dans le district autonome Khantys-Mansis en Russie, alors que les Komi-Permyaks vivent dans le district autonome des Komis-Permiak, qui anciennement était un Okroug autonome de Russie, mais de nos jours est un territoire au statut spécial au sein du kraï de Perm.

## Génétique de la population
La paléogénétique montre que l'ascendance provenant de Iakoutie lors du Néolithique supérieur – âge du bronze, est fortement associée aux locuteurs ouraliens actuels. Elle révèle que cette ascendance s'est propagée à partir d'une origine sibérienne orientale vers 4 500 AP, ainsi que des sous-clades de l'haplogroupe N du chromosome Y apparaissant à haute fréquence parmi les locuteurs ouraliens actuels, en Sibérie occidentale et centrale dans les communautés associées à la métallurgie des cultures de Seima-Turbino : une suite de techniques avancées de moulage du bronze qui se sont répandues de manière explosive dans une immense région du nord de l’Eurasie vers 4 000 AP. Ces résultats soutiennent les théories suggérant que les premiers locuteurs ouraliens, au début de leur dispersion vers l'ouest, étaient impliqués dans l'expansion des traditions métallurgiques du Seima-Turbino.
L'haplogroupe le plus répandu au sein des populations finno-ougriennes est le N1c1, remontant à la période néolithique et décelable très antérieurement chez les populations anté-indo-européennes composant les terres escarpées de l'Oural. Concernant les Hongrois actuels, des études génétiques récentes ont démontré qu'ils étaient d'un point de vue ethnique et génétique très proches de leurs voisins d'Europe centrale, notamment des Slovaques. L'une des raisons principales est un métissage précoce entre les anciens Magyars et les populations essentiellement slaves, germaniques et romanes d'Europe de l'Est, et les nombreux immigrés venus principalement des pays voisins que les rois de Hongrie installèrent dans leur royaume. Avec les mariages mixtes, le stock ethnique primitif des Hongrois a ainsi été modifié au fil des siècles.

## Liste des peuples
Les peuples finno-ougriens sont répartis en deux branches.
La branche finnoise :
- les Finnois baltiques :
  - Finnois de Finlande ;
  - Caréliens ;
  - Ingriens ou Ijoriens ;
  - Votes ou Votiens ;
  - Vepses ;
  - Estoniens ;
  - Lives ;
- les Lapons ou Samis ;
- les Finnois de la Volga :
  - Mordves (Mordvines) ;
  - Maris ou Tchérémisses ;
- les Permiens (en) :
  - Oudmourtes (ex Votiaques) ;
  - Komis (Syriènes).

La branche ougrienne :
- Hongrois ou Magyars ;
- Mansis (ex Vogules) ;
- Khantys (ex Ostiaques).

## Galerie

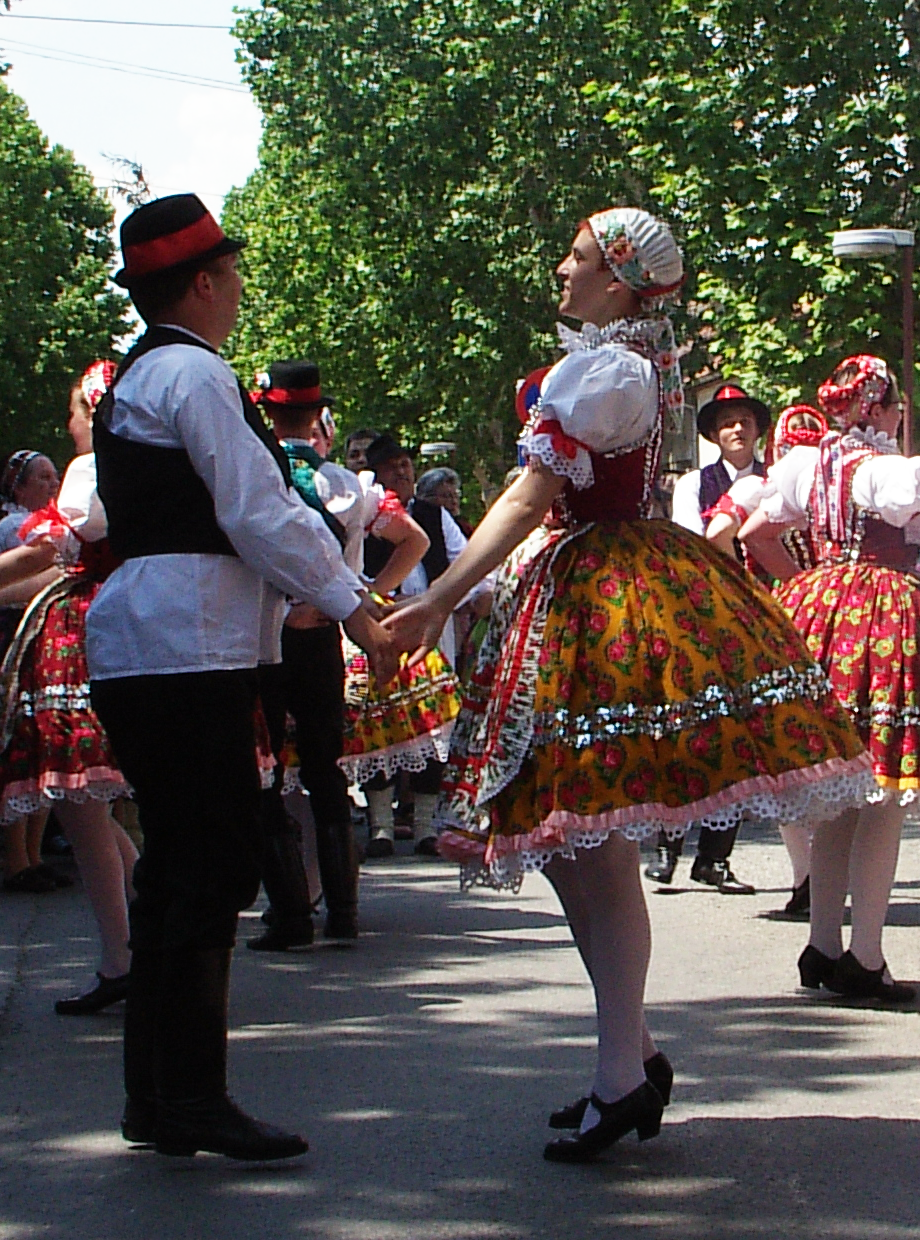
Hongrois de Voïvodine en costume national.
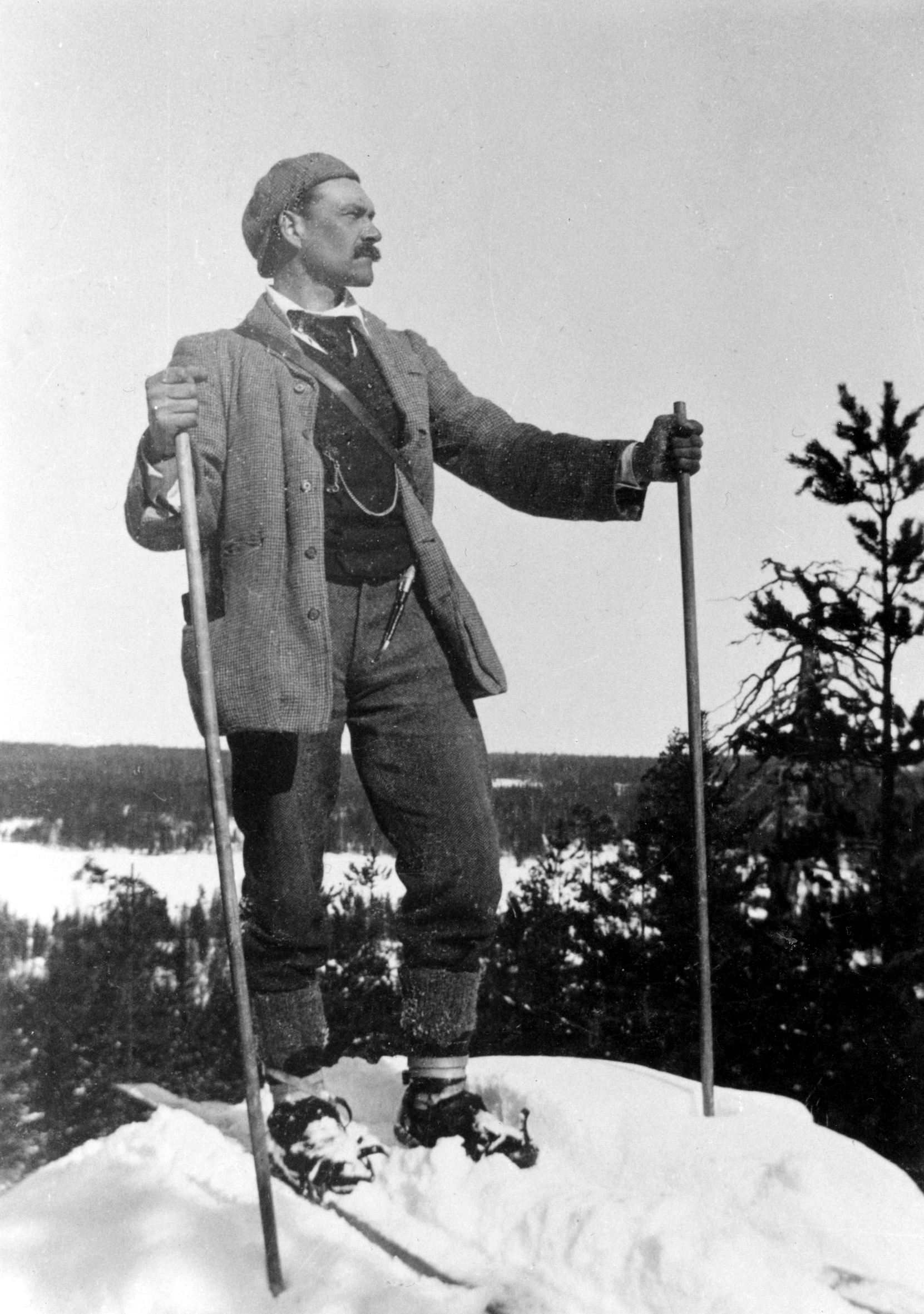
L'artiste finnois Akseli Gallen-Kallela.
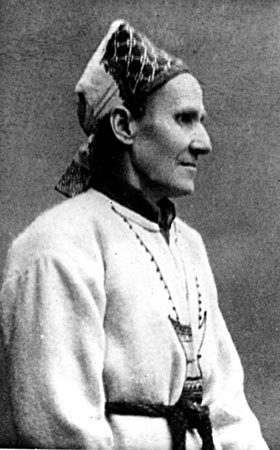
Le poète ijorien Larin Paraske.
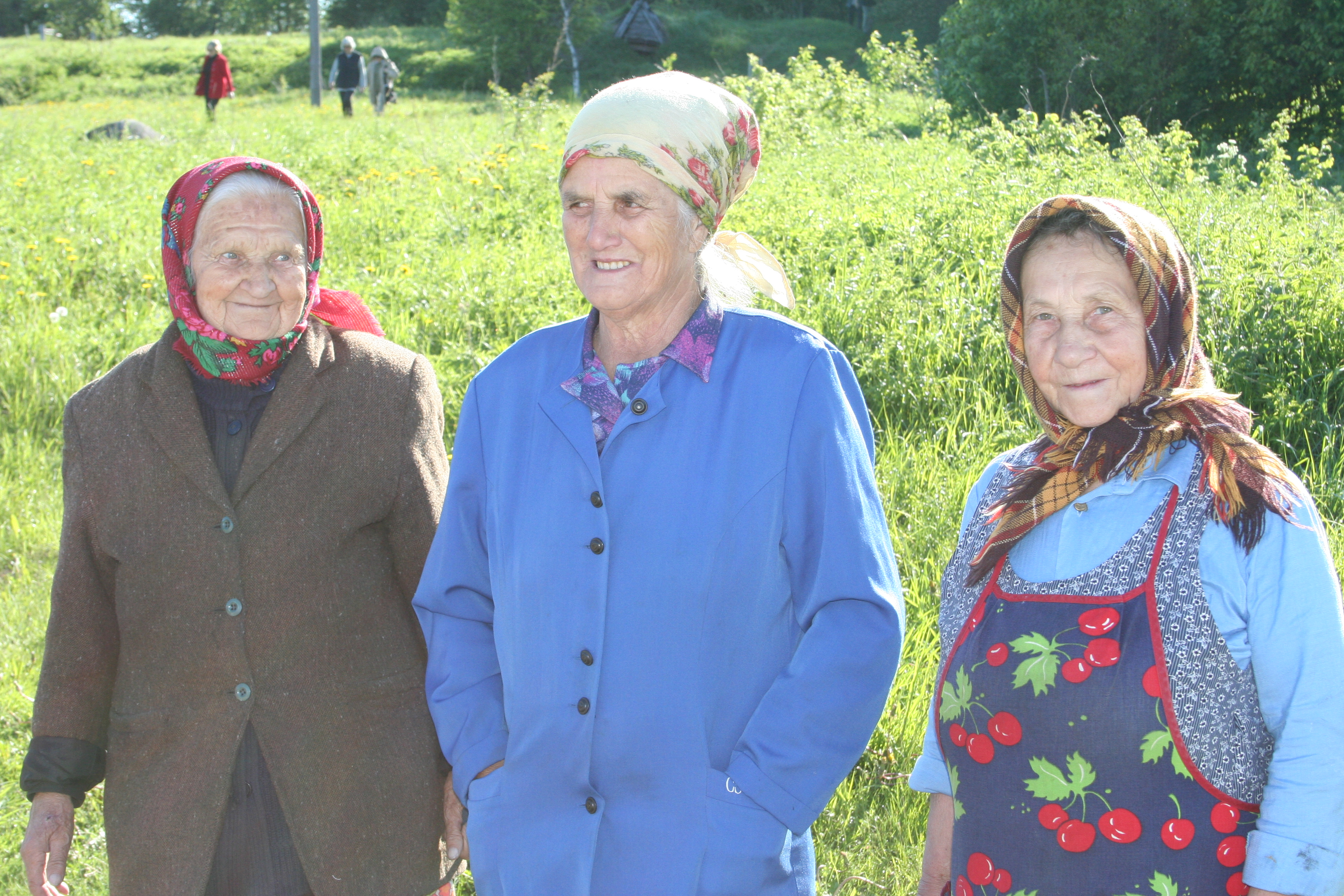
Femmes caréliennes à Sammatus.
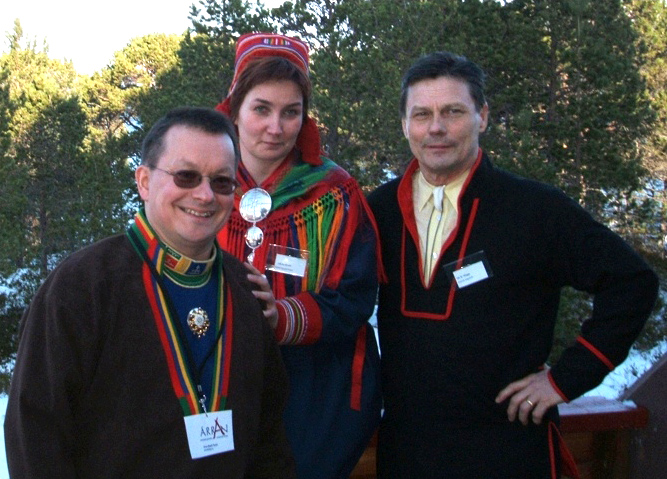
De gauche à droite : Sven-Roald Nystø, Aili Keskitalo et Ole Henrik Magga, les second, troisième et premier présidents du parlement norvégien des Sámis.
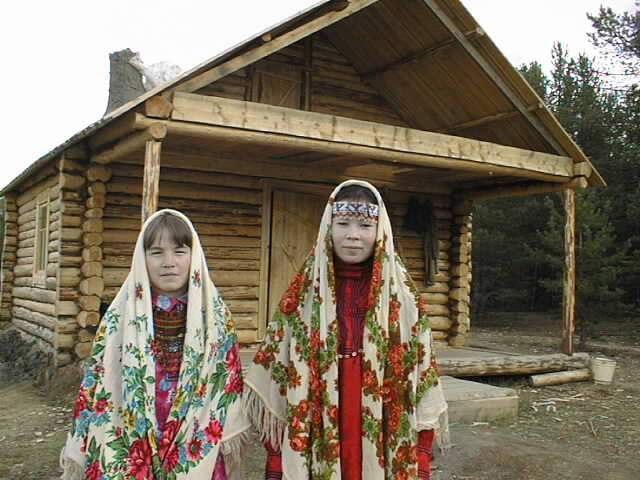
Femmes khanty au camp nomade de Man uskve, Berezovsky, Khanty-Mansia, Russie.
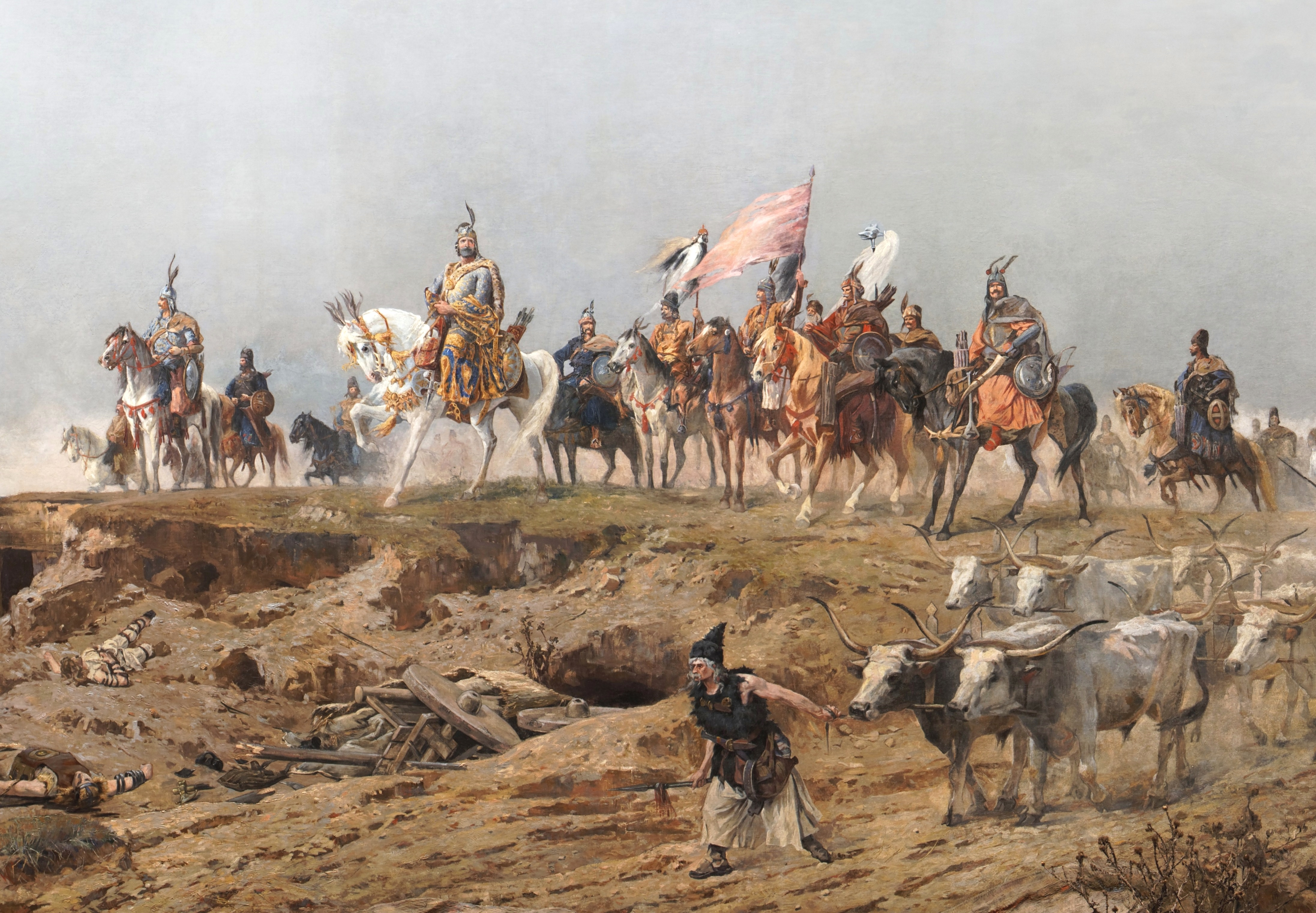
Le prince hongrois Árpád traversant les Carpates dans la Hongrie moderne.
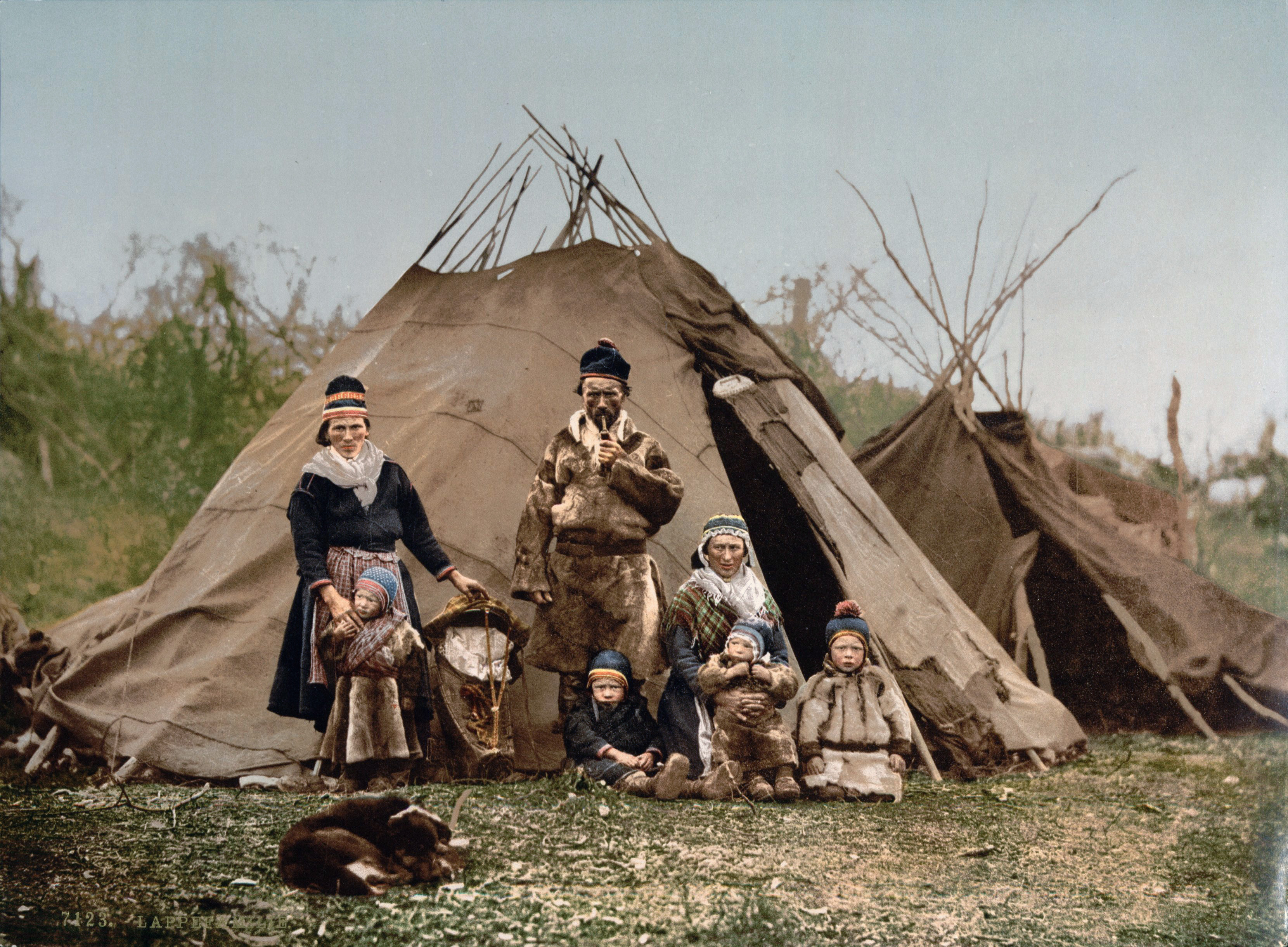
Une famille Sami vers 1900.
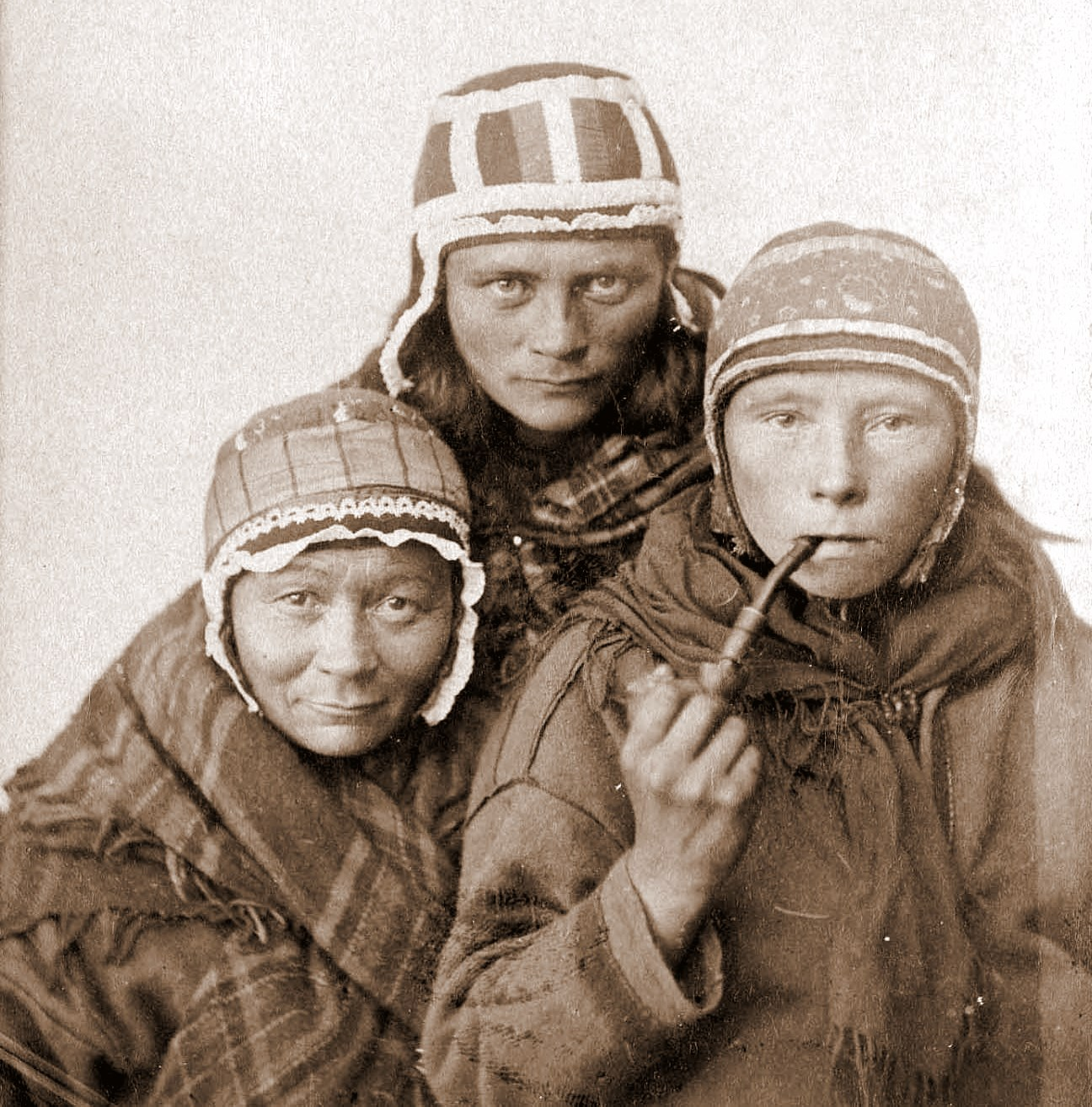
Femmes laponnes vers 1890.
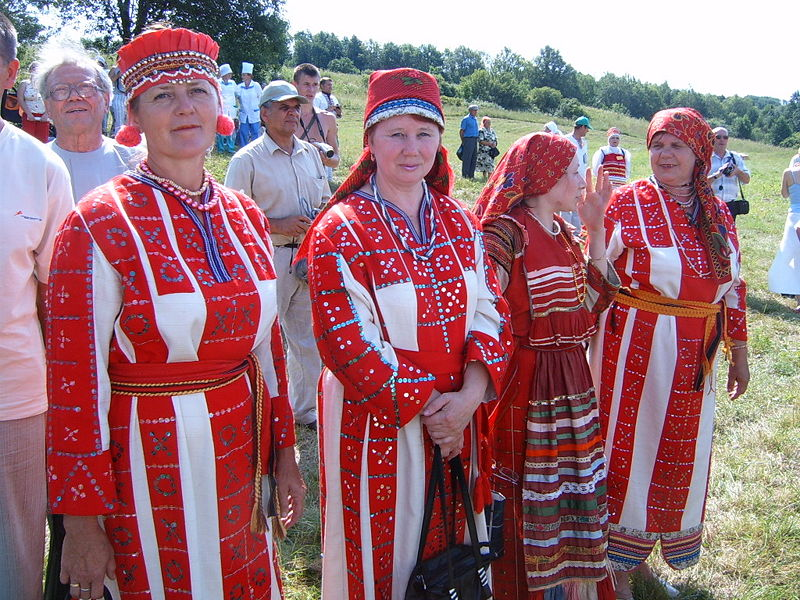
Femmes erzianes.
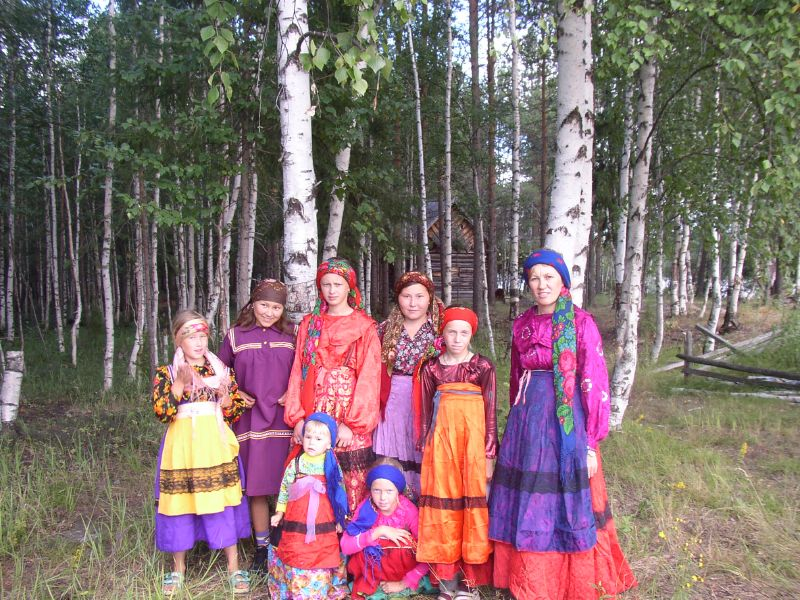
Personnes de l'ethnie Komi.

## Source
(en) Denis Sinor, The Cambridge History of Early Inner Asia, Cambridge, Cambridge University Press, 1990, 1re éd., 518 p. (ISBN 978-0-521-24304-9, LCCN 88018887, lire en ligne), p. 229–252